# Die unglaubliche Geschichte der Mrs. K.
Die unglaubliche Geschichte der Mrs. K. (Originaltitel: The Incredible Shrinking Woman) ist eine US-amerikanische Science-Fiction-Filmkomödie aus dem Jahr 1981. Regie führte Joel Schumacher, das Drehbuch schrieb Jane Wagner anhand des gleichnamigen Romans von Richard Matheson.

## Handlung
Die Hausfrau Pat Kramer ist, wie die meisten Hausfrauen, tagtäglich den Einflüssen der verschiedenartigsten Haushaltschemikalien ausgesetzt, unter anderem dem neuen Klebstoff Galaxy Glue, den ihr Gatte, ein Werbefachmann, als Probe mit nach Hause bringt. Bald darauf wird ihr Körper von einem wissenschaftlich unerklärbaren Schrumpfungsprozess befallen. Nach einiger Zeit kann sie ihre Rolle als Ehefrau und Mutter nicht mehr erfüllen.
Nachdem Pat, inzwischen schon auf Puppengröße reduziert, in einer Fernsehshow aufgetreten ist, wird sie von einer Gruppe krimineller Wissenschaftler entführt, die nach Erforschung und Entschlüsselung des Phänomens diese Erkenntnisse dazu nutzen will, die ganze Menschheit zu verkleinern. Ein von den Wissenschaftlern in Gefangenschaft gehaltener hochintelligenter Gorilla hilft ihr bei der Flucht.
Während einer zu ihren Ehren abgehaltenen Gedenkveranstaltung vor dem örtlichen Supermarkt kann Pat, inzwischen kaum noch mit bloßem Auge erkennbar, sich durch das aufgestellte Mikrofon bemerkbar machen. Während dieses Auftritts schrumpft sie jedoch zu mikroskopischer Kleinheit. Zu Boden geweht, landet sie zufällig in einer Pfütze aus Haushaltschemikalien. Dies führt zur Umkehrung des Schrumpfungsprozesses und beschert
Pat Kramer scheinbar ihre alte Körpergröße zurück.
Nach ihrer Rückkehr in ihr vertrautes Umfeld ist als Schlussszene Pat Kramers Fuß in ihrem Pantoffel zu sehen, der, begleitet von knirschenden Geräuschen, durch ungebremstes Wachsen die Fußbekleidung sprengt.

## Kritiken

### Englischsprachige Kritiken
Vincent Canby schrieb in der New York Times vom 30. Januar 1981, der Film sei eine „liebenswürdig witzige“ Variante des Films Die unglaubliche Geschichte des Mister C. aus dem Jahr 1957. Er „schweife“ von einer komödiantischen Idee zur anderen wie ein improvisierender Comedian in einem Nachtclub. Das Drehbuch von Jane Wagner sei das größte Problem des Films. Tomlin spiele „herrlich“ die Rolle von Judith Beasley, aber als Pat Kramer sei sie weniger wirkungsvoll. Sie tendiere zur „Leere“, wenn sie gewöhnliche Figuren spiele.
Roger Ebert schrieb in der Chicago Sun-Times, der Film sei „fantastisch“ (terrific) für Kinder und Teenager geeignet. Er sei – anders als zahlreiche Familienfilme – nicht dumm und nur stellenweise langweilig. Lily Tomlin sei eine derart witzige Frau, dass man von ihr Erfolge in jedem Film erwarte – was ihr zwar diesmal nicht gelinge, aber sie kreiere eine „halbwegs glaubwürdige“ Figur.
All Movie Guide schrieb, der Film sei ein Versuch einer Sozialsatire, die sich auf die Position der Frau in der Gesellschaft und auf die Werte dieser Gesellschaft konzentriere.

### Deutschsprachige Kritiken
Die Zeitschrift Cinema bezeichnete den Film als eine „kleine, aber kultige Zivilisationssatire“. Er sei ein „drolliges Update des Jack-Arnold-Klassikers „The Incredible Shrinking Man“ („Die unglaubliche Geschichte des Mister C.“)“ aus dem Jahr 1957.
Filmdienst schrieb, der Film sei eine an Die unglaubliche Geschichte des Mister C. von Jack Arnold angelehnte, „unterhaltsame Mischung aus Persiflage und Science-Fiction-Film“. Er sei „streckenweise grimmig witzig und mit deutlichen Seitenhieben auf die synthetische Konsumwelt und die Entseelung des Menschen“.
Auch Prisma nennt das Werk eine „hübsche Komödie“ und „intelligente Parodie“. Interessant ist die Sicht der Kritiker: „Schumacher geht noch ein Stück weiter. Bei Arnold war das Schrumpfen das Ergebnis von Experimenten einer skrupellosen Wissenschaft, hier geht es um die Macht des Kapitalismus: nicht Gruselgeschichte, sondern Karikatur der Konsumgesellschaft. Dabei haben sich die Perspektiven verändert: Eigentlich schrumpft nicht Pat, sondern die Umwelt schwemmt auf und wird dadurch grobrastig und lächerlich.“

## Auszeichnungen
Lily Tomlin gewann im Jahr 1981 einen Preis des italienischen Festivals Mostra Internazionale del Film de Fantascienza e del Fantastico di Roma und wurde 1982 für den Saturn Award nominiert. Der Film als Beste Komödie sowie Shelby Balik wurden 1982 für den Young Artist Award nominiert.

## Hintergründe
Nach den ersten Planungen sollte John Landis Regie führen, der ein anderes Ende vorsah: In diesem hält Pat Kramer als eine kleine Frau eine Rede in der Hauptstadt. Der Film spielte in den Kinos der USA ca. 20,26 Millionen US-Dollar ein. In Deutschland erschien er am 30. Dezember 1985 im Fernsehen.